# Patrick – Ebbel szebb az élet
A Patrick – Ebbel szebb az élet (eredeti cím: Patrick) 2018-ban bemutatott brit családi filmvígjáték, melyet Mandie Fletcher rendezett, valamint Fletcher, Vanessa Davies és Paul de Vos írta a forgatókönyvet. A főszereplők Beattie Edmondson, Ed Skrein és Tom Bennett. A filmet az Egyesült Királyságban 2018. június 29-én mutatta be a Walt Disney Studios Motion Pictures, míg Magyarországon október 18-án a Freeman Film.

## Cselekmény
Sarah gyakornok tanárnő, akivel nemrégiben szakított a barátja. Amikor a nagymamája hirtelen meghal, megörökli legféltettebb kincsét, az ő Patrick nevű mopszát. Ez számos kihívás elé állítja Sarah-t. Nincs különösebb tapasztalata a kutyákkal való bánásmódban, és a lakásában nem engedélyezett a háziállatok tartása. Az a tény, hogy az elkényeztetett négylábú a maga útját akarja járni, és nem szabad felügyelet nélkül hagyni, nem könnyíti meg Sarah kezdését az új iskolai osztályban. Az iskolában Sarah-nak először is ki kell érdemelnie a tanárok és a diákok tiszteletét. Becky testnevelő tanárnő ráadásul szeretné rávenni Sarah-t, hogy vegyen részt egy öt kilométeres jótékonysági futáson.
Néhány gyermekbetegséget követően a tanulók bíznak Sarah-ban, és a lány is megbékélt Patrickkal valamennyire. Rajta keresztül megismerkedik a parkban tartózkodó férfiakkal is, köztük Oliver állatorvossal, aki eléggé el van telve magával, és Bennel, aki sokkal szerényebb modorú. Sarah gondoskodik a tanítványai gondjairól, különösen a tehetséges Vikkiről, akinek a szülei elváltak. Becky felkészíti Sarah-t a futásra, és megengedi neki, hogy a bátyja lakóhajójában lakjon, miután Sarah-t Patrick miatt elbocsátják. Sarah-nak sikerül meggyőznie tanítványait, hogy vegyenek részt a futáson, és Oliver nagylelkűen támogatja őt. Nem sokkal a futás előtt Patrick eltéved egy hajón, és potyautasként tervezetlenül útnak indul. Sarah és barátai hiába keresik a kutyát.
Sarah részt vesz a versenyen, gyötrődik a pálya miatt, és nem sokkal a cél előtt kimerülten összeesik. A tömegben észreveszi Patricket, aki a hajó elhagyása után visszajött. Patrick ösztönzésére, valamint Becky és Vikki támogatásával Sarah befejezi a futást, és több mint ezer fontot gyűjt jótékony célra.
Sarah most már rendszeresen jár Patrickkal kocogni, és a tanítványai mindannyian sikeresen leteszik az év végi vizsgákat. Kapcsolatba kezd Bennel, és a lányával, Vikkivel együtt vesznek egy új lakóhajót.

## Szereplők
| Szereplő      | Színész            | Magyar hang       |
| ------------- | ------------------ | ----------------- |
| Sarah Francis | Beattie Edmondson  | Kovács Patrícia   |
| Oliver        | Ed Skrein          | Kamarás Iván      |
| Ben           | Tom Bennett        | Fenyő Iván        |
| Becky         | Emily Atack        | Andrusko Marcella |
| Maureen       | Jennifer Saunders  | Andresz Kati      |
| Mr. Peters    | Adrian Scarborough | Kassai Károly     |
| Cella         | Gemma Jonnes       | Tímár Éva         |
| Rosemary      | Cherie Lunghi      | Szabó Gabi        |
| Alan          | Peter Davison      | Konrád Antal      |
| Eric          | Roy Hudd           | Kertész Péter     |
| Albert        | Bernard Cribbins   | Várady Zoltán     |
| Nagyi         | Ann Queensberry    | Kassai Ilona      |